# سوار بن عبد الله بن قدامة
سوار بن عبد الله بن قدامة القاصي العنبري، قاضي البصرة، وهو جد (سوار بن عبد الله بن سوار). اسمه: سوار بن عبد الله بن قدامة بن عنزة بن نقب بن عمرو بن الحارث بن خلف بن الحارث بن مجفر بن كعب بن العنبر بن عمرو بن تميم بن مر العنبري البصري القاضي. وكان قليل الحديث وولي قضاء البصرة لأبي جعفر المنصور. قال أخبرنا بكار بن محمد قال رأيت سوار بن عبد الله أراد أن يحكم فرفع رأسه إلى السماء فتغرغرت عيناه ثم حكم.

## روايته
روى عن بكر بن عبد الله المزني والحسن البصري وأبي المنهال سيار بن سلامة قليلا وروى عنه ابنه عبد الله بن سوار العنبري وابن علية وبشر بن المفضل وغيرهم.

## مكانته العلمية
قال شعبة: ما تعني في طلب العلم وقد ساد وقال سفيان الثوري: ليس بشئ وقال علي بن المديني: هو ثقة عندنا وقال ابن سعد: كان قليل الحديث وذكره ابن حبان في الثقات وقال: كان فقيها ولاه أبو جعفر القضاء بالبصرة سنة (138 هـ) وبقي على القضاء إلى أن مات وهو أمير البصرة وقاضيها سنة (156 هـ) قال ابن حجر: في ذي القعدة وله أخبار مشهورة في العدل والورع وله ذكر في الأحكام من صحيح البخاري قال قال معاوية بن عبد الكريم وأول من سأل على كتاب القاضي البينة ابن أبي ليلى وسوار وقد غلط ابن الجوزي هنا غلطا فاحشا فذكر كلام سفيان الثوري في هذا في ترجمة حفيده المتقدم وذلك وهم فإن الثوري مات قبل أن يولد سوار الاصغر.